# Австрійські федеральні залізниці
Австрійські федеральні залізниці (нім. Österreichische Bundesbahnen) — державна залізнична компанія Австрії.

## Історія
Перша залізнична лінія в Австрії відкрита в 1837 році.

## Сучасний стан
Залізнична мережа Австрії складається з магістральних ліній: Відень — Лінц — Зальцбург — Інсбрук (лінія перетинає країну зі сходу на захід), Відень — Грац, Відень — Філлах. Чотири залізничні лінії перетинають Альпи: одноколійна лінія через Тауерн, двоколійні через Бреннер, Земмерінг, Шобер.

## Тяговий рухомий склад
Siemens ES64 EuroSprinter